# Gruyère
Gruyère er en schweizisk ost, der har fået navn efter området Gruyères, der ligger i kantonen Fribourg.